# Naviculales
Ordre
Les Naviculales  sont un ordre d'algues de l'embranchement des Bacillariophyta  et de la classe des Bacillariophyceae.

## Liste des familles
Selon AlgaeBase (10 mai 2022) :
- Amphipleuraceae Grunow, 1862
- Berkeleyaceae D.G.Mann
- Brachysiraceae D.G.Mann
- Cavinulaceae D.G.Mann
- Cosmioneidaceae D.G.Mann
- Diadesmidaceae D.G.Mann
- Diploneidaceae D.G.Mann
- Metascolioneidaceae Blanco & Wetzel, 2016
- Naviculaceae Kützing, 1844
- Naviculales incertae sedis
- Neidiaceae Mereschkowsky, 1903
- Pinnulariaceae D.G.Mann, 1990
- Plagiotropidaceae D.G.Mann, 1990
- Pleurosigmataceae Mereschowsky, 1903
- Proschkiniaceae D.G.Mann
- Scoliotropidaceae Mereschkowsky, 1903
- Sellaphoraceae Mereschkowsky, 1902
- Stauroneidaceae D.G.Mann

## Systématique
Le nom correct complet (avec auteur) de ce taxon est Naviculales Bessey, 1907.

## Publication originale
- Bessey, C.E. (1907). A synopsis of plant phyla. University Studies of the University of Nebraska 7:  275-373, 1 pl.